# Civitas (Slawen)
Mit dem Begriff civitas werden in der lateinischsprachigen Literatur des Mittelalters, beispielsweise beim sogenannten Bayerischen Geographen, Siedlungseinheiten vor allem der Westslawen bezeichnet. Daneben wird er auch auf entsprechende Strukturen nichtslawischer Völker östlich des Heiligen Römischen Reiches angewandt.
Dabei ist oft unklar, mit welcher Bedeutung der mittelalterliche Schreiber den Begriff verwendet. In der wissenschaftlichen Diskussion existieren mehrere Deutungen:
- ein Siedlungsgefilde, in dem sich eine gentilgesellschaftlich organisierte Gruppe slawischer Siedler niedergelassen hat
- ein frühfeudal organisiertes Siedlungsgefilde mit einem politischen und militärischem Zentrum in Form einer Hauptburg
- eine frühstädtische Siedlung, oft befestigt, in der eine nicht vorrangig landwirtschaftlich tätige Bevölkerung lebt
- Grenzbezirke slawischer Stammesgebiete, die die zentrale Gefildelandschaft umschließen und primär militärische Aufgaben erfüllen
- zentrale Burganlage, eventuell mit dazugehöriger Vorburgsiedlung